# M/S David Carnegie
David Carnegie var en motorfärja som 1951–1967 gick i trafik på leden Klippan–Färjenäs i Göteborgs hamn, senare använd som arbetsfartyg och ombyggd till pråm.
David Carneige byggdes vid Falkenbergs Varv och hade en kapacitet på 14 personbilar, efter ombyggnad 1962  ökat till 20 personbilar. Färjan ersatte den tidigare Färjan 2 och togs ur bruk efter att Älvsborgsbron var färdig 1966. Den såldes 1970 till Mo och Domsjö, som använde den till bärgning av sjunktimmer vid sina anläggningar vid Norrlandskusten, men byggdes 1973 om till pråm. Den har sedan haft flera ägare och existerar fortfarande (2020) i denna funktion.